# Timothy Akis
Timothy Akis, né entre 1939 et 1944 et mort en 1984, est un graveur et dessinateur de Papouasie-Nouvelle-Guinée.
Figure de proue de l'estampe et du dessin dans son pays, Timothy Akis est régulièrement exposé de façon posthume dans des expositions sur l'art papou.

## Biographie
Timothy Akis naît entre 1939 et 1944 dans le village de Tsembaga, dans la vallée de Simbai, qui appartient à la province de Madang, sur les hauts-plateaux de l'ouest de la Papouasie-Nouvelle-Guinée,,.
Il grandit dans ce village, qui ne rencontre des Occidentaux qu'à partir de 1956. Après avoir été informateur pour une entreprise en 1964 puis ouvrier agricole de 1965 à 1967, Timothy Akis est alors recruté par un anthropologue pour lui enseigner sa langue ; quand il ne trouve pas d'autre moyen pour expliquer certains mots, il les dessine,. Quand il doit accompagner l'anthropologue à la capitale, Port Moresby, il ressent rapidement le mal du pays, qu'il exprime en dessinant des animaux ou des esprits qui lui rappellent sa terre natale. L'anthropologue le présente à Ulli Beier et son épouse Georgina, qui ont vécu au Nigeria pour développer l'art localement et qui sont fascinés par les dessins du jeune Timothy,. Georgina témoigne :

« Observer Akis, c'est comme déterrer une culture complète, un peu comme si on faisait des fouilles, en enlevant des couches de temps pour révéler une culture inconnue parfaitement intacte. »

Devenus les mentors d'Akis, qui est invité à travailler dans l'atelier de Georgina, les Beier organisent en 1969 une exposition de ses dessins à la bibliothèque de l'Université de Papouasie-Nouvelle-Guinée : il devient à cette occasion le premier artiste à être exposé dans cette université,,,.
Dès l'année suivante, il expose ses dessins à l'Université du Sussex, au Royaume-uni, puis à l’Université du Pacifique Sud, aux Fidji et à la Otis Gallery à Los Angeles dans le cadre d’une exposition intitulée « Contemporary New Guinea Art ». Il continue d'exposer à l'international l'année suivante.
Entre le début des années 1970 et le début des années 1980, Akis partage son temps entre l'agriculture vivrière dans son village natal et le travail de son art à Port Moresby, où il travaille aussi au Centre pour les cultures de Nouvelle- Guinée,. Grâce à une bourse d'études obtenue à la capitale, ses œuvres font partie d'une sélection d'œuvres papoues destinées à des expositions collectives dans des universités australiennes à Melbourne, Adélaïde, Canberra et Sydney. Il expose à l'université de Port Moresby des dessins et des sérigraphies à l'occasion du festival des Arts de Niuguini.
Repéré lors de ces expositions, il est invité à exposer individuellement en 1974 à la maison de Papouasie-Nouvelle-Guinée en Australie, pour sa première exposition en personne à l'étranger. Il travaille davantage sur le medium de la sérigraphie et en présente dans son exposition « Ting Ting Bilong Mi ». Le Print Council of Australia (Conseil australien pour la gravure) le sélectionne en 1976 pour participer à une biennale des gravures des îles du Pacifique qui se tient à la Serigraphy Holdswrthh Gallery de Sydney. Il expose ensuite beaucoup à l'international, notamment aux États-Unis, au Royaume-Uni, en Suisse, aux Philippines et en Australie.
Il est élu membre associé de l’École Nationale des Arts de 1976 à 1977 et y expose des sérigraphies en 1980.
Timothy Akis meurt en 1984.

## Œuvre
À la suite de l'indépendance de la Papouasie-Nouvelle-Guinée acquise en 1975, le pays se cherche une identité nationale, notamment à travers la création d'un art national qui allierait les traditions des très nombreuses tribus qui composent ses habitants et un élan vers une inexorable modernité et tandis que le pays n'a aucune tradition de peinture. Timothy Akis, Jakupa Ako et Mathias Kauage deviennent les premiers artistes influents de leur pays, en faisant se refléter la culture indigène dans les formes d'art contemporain,.
Après des premiers dessins naïfs, son œuvre devient de plus en plus « complexe, sensible et forte ». Il varie néanmoins peu ses thèmes et travaille principalement en noir et blanc, ne cherchant pas à utiliser d'effets particuliers. Les sujets représentés sont en général la faune de son pays et des esprits, en contradiction avec le titre des œuvres, qui évoquent un sujet banalement terrien. Contrairement à d'autres artistes indigènes comme les Aborigènes d'Australie, les créatures fantastiques ne font référence à aucun mythe ni tradition de son peuple ; « Ils reflètent cependant quelque chose de la conception des boucliers des hauts plateaux, de la peinture faciale et corporelle et, de manière générale, du sens de l'unité de l'homme et de l'animal, du naturel et du surnaturel, propre à son peuple ». Son art consiste principalement en dessins imaginatifs à la plume et à l'encre et en batiks inspirés par ces thématiques,.
Lors d'une exposition posthume, la galerie régionale de Tamworth (Australie) a identifié Akis comme l'un des principaux artistes de la gravure et du dessin de Papouasie-Nouvelle-Guinée, aux côtés de Mathias Kauage, John Man et Martin Morububuna.
Ulli Beier a décrit les œuvres d'Akis de sa première exposition en ces termes :

« La fraîcheur délicate de ces dessins ne doit rien aux traditions de son peuple, dont l'art consistait principalement en des dessins géométriques de boucliers. Libéré des conventions rigides des traditions anciennes et de l'éducation occidentale, Akis a créé son image personnelle d'un monde d'animaux et d'hommes. »

Un constat partagé par Roger Butler en 2001.

### Publications
- (en) Timothy Akis, Ulli Beier et Georgina Beier, Akis : Drawings, Papouasie-Nouvelle-Guinée, Centre for New Guinea Culture, University of Papua New Guinea, 1970 (OCLC 1345039225).
- (en) Timothy Akis, Karambong : Story and Illustrations by Timothy Akis, Harcourt Brace Jovanovich, 1981, 16 p. (ISBN 9780150040064).

## Expositions posthumes et hommages
À la suite de sa mort en 1984, l’Ecole Nationale des Arts organise une rétrospective pour lui rendre hommage ; l’Australian Museum de Sydney fait de même en 1988 avec une exposition intitulée « Pieces of Paradise ».
En 1990, plusieurs dessins et estampes originaux sont inclus dans l'exposition « Mak Bilong Ol » qui se tient à l'Université de Nimègue et ailleurs aux Pays-Bas.
En 1994, une exposition posthume a beaucoup de succès dans la région ouest du Pacifique, en Australie et en Nouvelle-Calédonie : « Luk Luk Gen »,. En 2001, ses œuvres font partie d'une exposition d'estampes d'artistes autochtones d'Australie et du Pacifique Sud de premier plan intitulée « Islands in the Sun » à la Galerie nationale d'Australie.
L'art d'Akis a été exposé à titre posthume au Musée des Confluences de Lyon en 2007. Une exposition à Cairns, en Australie, a célébré la même année la « réputation internationale » d'Akis, ainsi que celle d'autres artistes notables de Papouasie-Nouvelle-Guinée, et son art a également été exposé à la galerie Alcheringa en 2007. En 2008, son travail figure aux côtés de celui de Kuagae et Morububuna dans une exposition à Clarence Valley puis aux côtés de celui de Jakupa Ako et Mathias Kauage au East-West Center (en).
L'art d'Akis a été présenté dans le livre La peinture des Papous,  avec celui de Mathias Kauage, Jakupa Ako et John Siune.
Des œuvres d'Akis ont été reproduites dans le numéro inaugural de Beier Kovave: A Journal of New Guinea Literature, aux côtés du travail d'autres artistes tels que Mathias Kauage.
Ce dernier aurait été inspiré par Akis après l'avoir découvert lors d'une exposition et est resté une référence pour lui toute sa carrière. Le Star Bulletin a décrit Akis comme ayant eu « une influence majeure sur l'art du pays en démontrant comment la culture indigène pouvait se refléter dans les formes d'art contemporaines ».

## Conservation
Les œuvres de Akis ont été acquises par de nombreux collectionneurs privés ainsi que plusieurs institutions muséales, parmi lesquelles :
- Australie
  - Galerie nationale d'Australie, Canberra[8]
- Nouvelle-Zélande
  - Musée de Nouvelle-Zélande Te Papa Tongarewa, Wellington[1]
- Royaume-Uni
  - British Museum, Londres[2]